# Dobroutov
Dobroutov är en ort i Tjeckien.   Den ligger i regionen Vysočina, i den centrala delen av landet, 120 km sydost om huvudstaden Prag. Dobroutov ligger 518 meter över havet och antalet invånare är 260.
Terrängen runt Dobroutov är platt. Runt Dobroutov är det ganska glesbefolkat, med 42 invånare per kvadratkilometer. Närmaste större samhälle är Jihlava, 12,8 km sydväst om Dobroutov. Trakten runt Dobroutov består till största delen av jordbruksmark.